# Przasnysz
Przasnysz é um município da Polônia, na voivodia da Mazóvia e no condado de Przasnysz. Estende-se por uma área de 25,16 km², com 17 228 habitantes, segundo os censos de 2016, com uma densidade de 684,7 hab/km².